# Степан Хаусер
Степан Хаусер (на хърватски: Stjepan Hauser; род. 15 юни 1986 г., Пула, Истрийска жупания) е хърватски виолончелист; заедно с музиканта Лука Шулич образуват виолончелния дует 2Cellos.

## Биография
Роден е на 15 юни 1986 г. в град Пула, Хърватия, в семейство на музиканти (майка му свири на перкусии) и първите музикални навици придобива в ранно детство. Сестра му работи като журналистка в Пула.
Средното си образование получава в град Риека, след което учи в Тринити колидж в Дъблин. След това постъпва в Кралския северен музикален колеж в Манчестър, а по-късно учи в Съединените щати при виолончелиста Бърнард Грийнхаус (Bernard Greenhouse).

## Музикална кариера
Дебютира в Лондон на сцените на Wigmore Hall, Роял Албърт Хол, Southbank Centre и амстердамския Консертгебау. Свири два пъти за принца на Уелс Чарлз в Бъкингамския дворец и Сейнт Джеймс.
Участва в майсторски класове при известни виолончелисти като Мстислав Ростропович (според редица източници Степан Хаузер е последният от младите виолончелисти, които са прослушвани и съветвани от маестрото), Бърнард Гринхаус, Хенрих Шиф, Франс Хелмерсон, Арто Норас, Ралф Киршбаум, Валтер Дешпал, Филип Мюлер и др. Учи за кратко при Александър Ивашкин, а по-късно завършва аспирантура при неговата съпруга, виолончелистката Наталия Павлуцкая.
През януари 2011 г. заедно с виолончелиста Лука Шулич изпълнява кавър версия на хита на Майкъл Джексън Smooth Criminal в аранжимент за две чели. Публикувано в YouTube, видеото само за няколко дни се превръща в световна сензация.

## Личен живот
От 2015 г. има връзка с хърватската поп певица Йелена Розга. В началото на 2016 г. те се сгодяват, но през септември 2017 г. двойката се разделя.
Известно време поддържа връзка с пианистката Лола Астанова, но през януари 2018 г. обявява, че е необвързан.

## Награди
Носител е на първи награди от двадесет и един национални и международни конкурса.
- Лауреат на PLG Young Artists Auditions, 2009,
- Лауреат на J & A Beare Solo Bach Competition, 2009,
- Лауреат на NYOS Staffa Award 2009,
- Лауреат на Philharmonia Orchestra — Martin Musical Scholarship Fund, (2009 и 2008),
- Лауреат на Eastbourne Symphony Orchestra Young Soloist Competition, (2009 и 2007),
- Лауреат на Tunbridge Wells International Young Concert Artists Competition, (2008 и 2006),
- Лауреат на Computers in Personnel International Concerto Competition, 2008,
- Лауреат на Frankopan Fund Award, 2006,
- Лауреат на MBF Music Education Award, (2006 и 2005)
- Победител и носител на награда от Adam International Cello Festival and Competition, (2009, Нова Зеландия)
- Носител на наградата VTB Capital Prize for Young Cellists, 2009